# Isothrix sinnamariensis
Isothrix sinnamariensis е вид бозайник от семейство Бодливи плъхове (Echimyidae).

## Разпространение
Видът е разпространен в Гвиана и Френска Гвиана.